# Билеча
Билеча или Билеч (на сръбски: Билећа или Bileća) е град в Република Сръбска, федерация Босна и Херцеговина. Административен център на община Билеча. Населението на града през 1991 година е 7568 души.

## География
Градът е разположен в близост до границата с Черна гора, на брега на Билечкото езеро, на 15 километра северно от град Требине.

## Население
През 1991 година населението на града е 7568 души.

### Етнически състав
| Билеча                |                |                |                |
| Година на преброяване | 1991.          | 1981.          | 1971.          |
| Сърби                 | 5.619 (74,24%) | 3.882 (67,36%) | 2.810 (69,67%) |
| Мюсюлмани             | 1.290 (17,04%) | 841 (14,59%)   | 828 (20,53%)   |
| Хървати               | 39 (0,51%)     | 42 (0,72%)     | 82 (2,03%)     |
| Югославяни            | 209 (2,76%)    | 618 (11,29%)   | 64 (1,58%)     |
| Други и неопределени  | 411 (5,43%)    | 380 (6,59%)    | 249 (6,17%)    |
| Общо                  | 7.568          | 5.763          | 4.033          |

## Личности
- Сафет Исович (1936 – 2007) – босненски певец